# Ion Monea
Ion Monea (Tohanu Vechi, 30 novembre 1940 – Bucarest, 1º marzo 2011) è stato un pugile rumeno.

## Palmarès

### Olimpiadi
- 2 medaglie:
  - 1 argento (Città del Messico 1968 nei -81 kg)
  - 1 bronzo (Roma 1960 nei -75 kg)

### Europei dilettanti
- 3 medaglie:
  - 2 argenti (Mosca 1963 nei -75 kg; Bucarest 1969 nei -81 kg)
  - 1 bronzo (Roma 1967 nei -81 kg)